# George Campbell, 6.º Duque de Argyll
George William Campbell, 6.º Duque de Argyll GCH, PC (22 de setembro de 1768 — Castelo de Inveraray, Argyllshire, 22 de outubro de 1839), conhecido por Conde de Campbell de 1768 a 1770 e Marquês de Lorne de 1770 a 1806, foi um político Whig e nobre escocês.

## Carreira
Argyll era o primogênito de John Campbell, 5.º Duque de Argyll e de sua esposa, Elizabeth Campbell, 1.ª Baronesa Hamilton, filha do coronel John Gunning.
Campbell foi membro do Parlamento por St Germans, de 1790 a 1796. Em 24 de maio de 1806, sucedeu seu pai no ducado e entrou para a Câmara dos Lordes. Foi Lorde Guardião do Grão-selo da Escócia, de 1827 a 1828, e novamente de 1830 e de 1839. Em 1833, foi nomeado Conselheiro Privado e Lorde Steward na administração Whig dirigida pelo Lorde Grey, uma posição que manteve quando Lorde Melbourne tornou-se primeiro-ministro em julho de 1834. Os Whigs deixaram o poder em novembro de 1834, mas retomaram o cargo ainda em abril de 1835, quando Argyll tornou-se novamente Lorde Steward no governo de Melbourne. O Duque continuou no cargo até sua morte em 1839. Argyll também foi Lorde-tenente de Argyllshire de 1799 a 1839.

## Família
Argyll casou em 29 de novembro de 1810 com Caroline Elizabeth Villiers, filha de George Villiers, 4.º Conde de Jersey, em Edimburgo. Não tiveram filhos. Argyll morreu em outubro de 1839, no Castelo Inveraray, Argyllshire, e foi sepultado em 10 de novembro de 1839 em Kilmun, Cowal. Seu irmão, Lorde John Campbell, sucedeu seus títulos.